# Episodi di 14º Distretto (diciottesima stagione)
La diciottesima stagione della serie televisiva 14º Distretto è stata trasmessa in anteprima in Germania da Das Erste tra il 5 gennaio 2004 e il 26 aprile 2004.
| nº | Titolo originale        | Titolo italiano | Prima TV Germania | Prima TV Italia |
| -- | ----------------------- | --------------- | ----------------- | --------------- |
| 1  | Feuertaufe              | inedito         | 5 gennaio 2004    | inedito         |
| 2  | Eiskalt erwischt        | inedito         | 12 gennaio 2004   | inedito         |
| 3  | Gelegenheit macht Liebe | inedito         | 19 gennaio 2004   | inedito         |
| 4  | Videomann               | inedito         | 26 gennaio 2004   | inedito         |
| 5  | Satisfaction            | inedito         | 2 febbraio 2004   | inedito         |
| 6  | Schmalspur              | inedito         | 9 febbraio 2004   | inedito         |
| 7  | Tote Liebe              | inedito         | 16 febbraio 2004  | inedito         |
| 8  | Fremde Mächte           | inedito         | 23 febbraio 2004  | inedito         |
| 9  | Alte Liebe              | inedito         | 1º marzo 2004     | inedito         |
| 10 | Pillendreher            | inedito         | 8 marzo 2004      | inedito         |
| 11 | Jagd auf Selay          | inedito         | 15 marzo 2004     | inedito         |
| 12 | Barkassenkrieg          | inedito         | 22 marzo 2004     | inedito         |
| 13 | Zartbitter              | inedito         | 29 marzo 2004     | inedito         |
| 14 | Urlaubsfreuden          | inedito         | 5 aprile 2004     | inedito         |
| 15 | Traumtänzer             | inedito         | 19 aprile 2004    | inedito         |
| 16 | Fremdgänger             | inedito         | 26 aprile 2004    | inedito         |